# توم جونسون (لاعب كرة قدم)
توم جونسون (بالإنجليزية: Tom Johnson)‏ (4 مايو 1911 في المملكة المتحدة - 19 أغسطس 1983 بشفيلد في المملكة المتحدة) هو لاعب كرة قدم بريطاني (وحمل سابقاً جنسية المملكة المتحدة لبريطانيا العظمى وأيرلندا) في مركز الدفاع. لعب مع ستوكبورت كونتي وشيفيلد وينزداي وشيفيلد يونايتد ونادي تشيسترفيلد ولينكولن سيتي أف سي.